# Пластиковий пакет

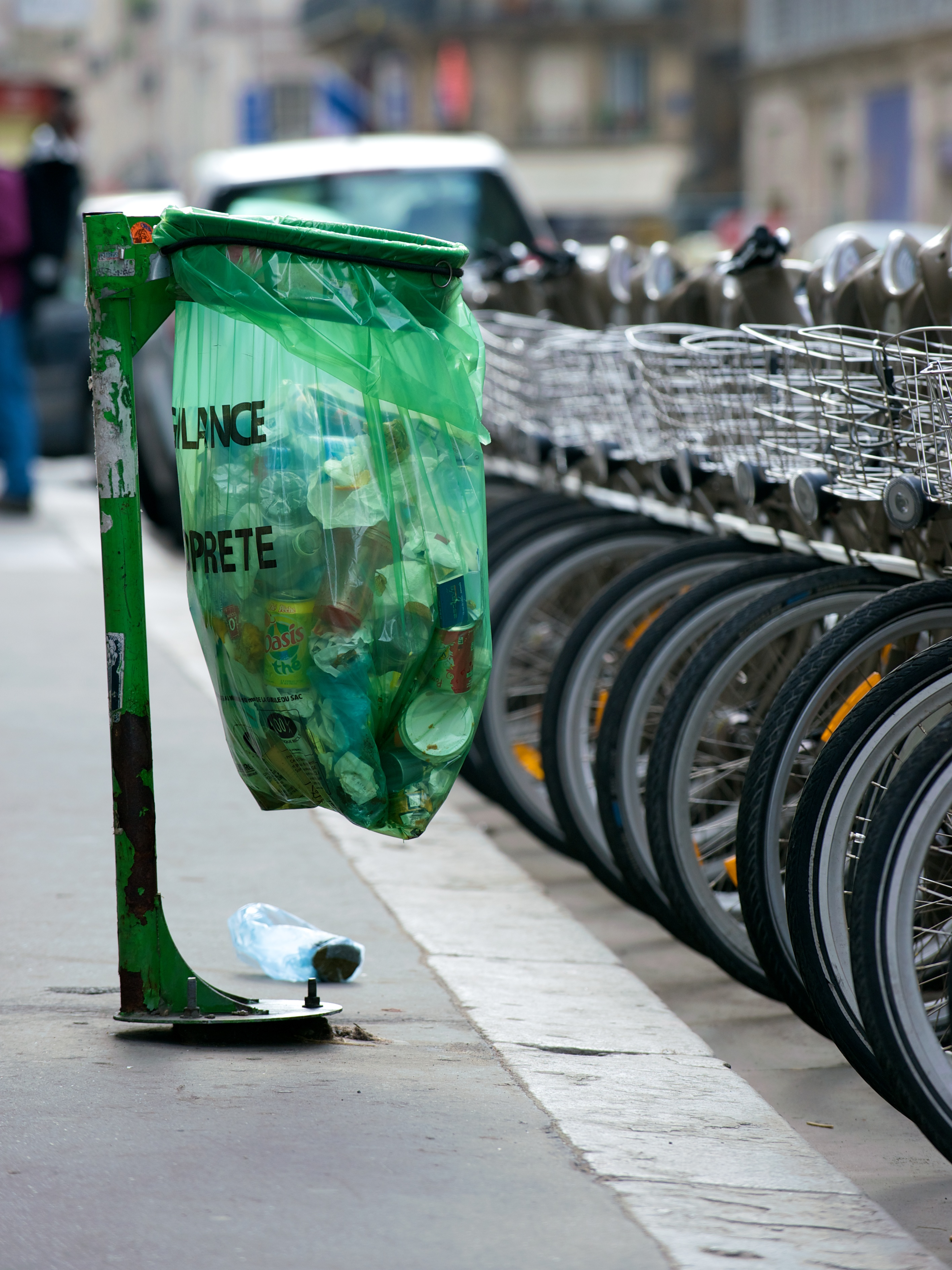
Пластиковий мішок для сміття у Парижі

Пластиковий мішок, пакет, або торбинка — це один із типів контейнерів, які виготовляються із поліетиленової плівки, або пластикового текстилю, тонкого та гнучкого матеріалу, який не пропускає повітря і воду. Поліетиленові пакети використовуються для зберігання і транспортування товарів, таких як продукти харчування, порошки, лід, журнали, хімічних речовини і відходи. Це поширена форма упаковки.
Більшість поліетиленових пакетів в упаковці спаяні разом. Деякі з них скріплені за допомогою клею або зшиті.

## Торбинки

### Пакети
Доступна велика кількість варіантів дизайну і функціональних відмінностей. Деякі види пакетів мають бічні складки, які дають змогу вміщувати більшу кількість матеріалів. Форма інших дозволяють ставити пакети на полицю або в холодильник. Деякі можуть легко відкриватися, або мають застібку для багаторазового відкривання. Ручки вирізаються під час гарячого прес-формування, або прикріплюються потім.
Пакети виготовляються із різних пластмасових плівок. Найчастіше використовується поліетилен (ПЕВТ, ЛПЕНЩ та інші). Інші типи матеріалів, які включають ламінування і співекструзію, можуть використовуватися, коли потрібно отримати певні фізичні властивості упаковки.
Для пластикових пакетів, як правило, використовується менше матеріалу, ніж для аналогічних ящиків, коробок або банок, таким чином, досягається принцип «зменшення та зведення до мінімуму упаковки».
В залежності від конструкції, пластикові пакети можуть бути добре пристосовані для повторного використання. Їх можна спалювати у спеціальних установках для перетворення на енергію. Вони стабільні і не несуть небезпеки у випадку захоронення їх у звалищах. Проте, у разі їх неправильної утилізації, пластикові пакети можуть розлітатися та нести шкоду деяким видам диких тварин.
Пакети також виготовляються із ручками для перенесення, отворами для підвішування, застібками, або функціями безпеки. Дизайн деяких пакетів мають можливість для простого і контрольованого розкриття. Багаторазові функції, а саме застібки, вже є загальноприйнятими для кухонних пакетів, які продаються порожніми, або з продуктами. Деякі пакети захищені і загерметизовані, неможливо відкрити його без розгерметизації; в інших типах упаковки стрічка-застібка стає доступною тільки після видалення зовнішнього перфорованого ущільнення.
Мішечки для відварювання часто використовуються для заморожених герметично запакованих продуктів, іноді для повністю готових страв. Як правило, це повністю запаяні пакеті із термостійкого нейлону або поліестеру, які витримують температуру киплячої води. Деякі пакети пористі або перфоровані, що дозволяє гарячій воді взаємодіяти із стравою: рисом, локшиною, і т. д.
Для упаковки рідин часто використовуються спеціальні пакети, які потім розміщують в коробці. Зазвичай їх використовують для пакування вина, а також інших рідин популярних об'ємів.

### Пластикові сумки
Відкриті пакети з ручками для перенесення використовуються у великих кількостях. Магазини часто надають їх для зручності покупців. Деякі магазини стягують номінальну плату за пакет. Вважається, що надміцні багаторазові господарські сумки кращі в екологічному плані, ніж використання одноразових паперових або пластикових пакетів.
Через те, що легкі пластикові пакети легко розвиваються вітром та наносить шкоду навколишньому середовищу, в деяких країнах/місцях громада працює в напрямку відмови від легких пластикових пакетів.

### Медичне використання
Поліетиленові пакети використовуються для різних медичних цілей. Непориста властивість поліетиленової плівки означає, що її можна використовувати для ізоляції виділюваних інфекційних рідини з організму; інші пористі мішки з нетканої пластмаси можна стерилізувати газом із збереженням стерильності. Пакети можна виготовляти у регульованих стерильних умовах виробництва, тому їх можна використовувати без інфекційного ризику для здоров'я пацієнтів. В порівнянні із скляним посудом вони легкі та гнучкі, тому їх можна класти на пацієнта, або поруч, без дискомфорту від використання. У порівнянні із багаторазовими аналогами, такими, як скляні пляшки, вони дешевше у виробництві. Поліетиленові мішки і поліетиленова плівка також використовуються для запобігання втрати води та переохолодження у дуже недоношених дітей.

### Мішки для утилізації відходів
Гнучкі проміжні контейнери для навалювальних вантажів — це великі промислові контейнери, як правило, застосовують при роботі із насипними матеріалами.

## Історія
Американські і європейські патентні заявки, які стосуються виробництва пластикових сумок, можна знайти починаючи із 1950-х років, але вони відносяться до композитних конструкцій з ручками, які кріпляться до сумок під час додаткового етапу виробництва. Прототип сучасної полегшеної господарської сумки — це винахід шведського інженера Стена Густава Туліна. На початку 1960-х років Тулін розробив метод формування простих суцільних пакетів для компанії Celloplast в Норрчепінгу (Швеція), який полягав у зварюванні та висічці плоскої труби із пластику. Дана конструкторська розробка Туліна сформувала простий, але міцний пакет із високою вантажопідйомністю, і була запатентована в усьому світі компанією Celloplast в 1965 році.
З середини 1980-х років, використання поліетиленових пакетів стало звичним у всіх розвинених країнах світу для щоденного використання, щоб переносити продукти із магазину до автомобіля та додому. Так як поліетиленові пакети все частіше замінюють паперові пакунки, а також інші пластикові матеріали та вироби заміщують скло, метал, камінь, деревину та інші матеріали, у сфері пакувальних матеріалів розгорається війна із пластиковими сумками в епіцентрі.

## Використання пластикових пакетів на міжнародному рівні
За приблизними оцінками, щорічно у світі використовується понад 1 трон пластикових пакетів.[джерело?] Їх використання значно відрізняється в різних країнах. У той час як середній споживач в Китаї використовує тільки 2 або 3 пластикових пакетів на рік, то для інших країн ці цифри набагато більші: Данія — 4, Ірландія — 18, Німеччині — 65, в США — >300, Польща/Угорщина/Словаччина — понад 400.[джерело?]

## Загроза для дітей
Тонкі пластикові пакети, особливо, великі чохли від хімчисток, є потенційно небезпечними для дітей: вони можуть гратися ними, заплутатися, і задушитися. Щорічно у США через  пластикові пакети задихається близько 25 дітей, серед яких майже дев'ять з десяти були у віці до одного року. Це призвело до добровільного маркування пакетів попереджувальними написами, які вказують на потенційну небезпеку для маленьких дітей.

## Екологічні проблеми
Звичайні пластикові пакети, дуже повільно розкладаються у природі, і можуть знаходитися в природному середовищі понад кілька століть, поки не розкладуться. У 2000-тих роках, багато магазинів і компаній стали використовувати різні типи біорозкладних пакетів, щоб дотримуватися концепції екологічної переваги.
Пластикові сумки, які уникають сміттєзбірників, можуть потрапляти у струмки та водоймища, а в кінцевому етапі до відкритого океану. Вигляд, який набувають плаваючі у відкритих водоймах пластикові пакети, можуть нагадувати медуз, і це створює значну небезпеку для морських ссавців і Шкірястих черепах, які харчуються медузами, коли пакети помилково потрапляють до травного тракту тварин, блокують його, і тварини гинуть від голоду. Кількість поліетиленових пакетів, яких знаходили на Британських пляжах, скоротилася на 40 % після запровадження збільшеної ціни на пластикові пакети у 5 разів.
Велика кількість міст і округів заборонили використовувати пластикові пакети у продуктових магазинах, або була введена мінімальна плата. Каліфорнія стала першим штатом у США, де у 2014 році прийняли закон, який забороняє використання пластикових пакетів. Згідно із законодавством, місцеві виробники поліетиленових пакетів отримали фінансову підтримку, для того, щоб запустити виробництво міцніших багатофункціональних сумок, які б продавалися у продуктових магазинах, на заміну поліетиленовим пакетам, які роздавалися безкоштовно.
З 10 грудня 2021 року в Україні почав діяти закон, що забороняє безкоштовні пластикові пакети у магазинах та супермаркетах.
2020 року науковців Центру досліджень навколишнього середовища імені Гельмгольца (Лейпциг) виявили на звалищі пластикових відходів бактерію, здатну харчуватися пластиком. Її віднесли до родини Pseudomonas, які відомі здатністю виживати в суворих умовах: за високих температур і в кислотних середовищах.

## Використання
Поліетиленові пакети мають широке поле використання:

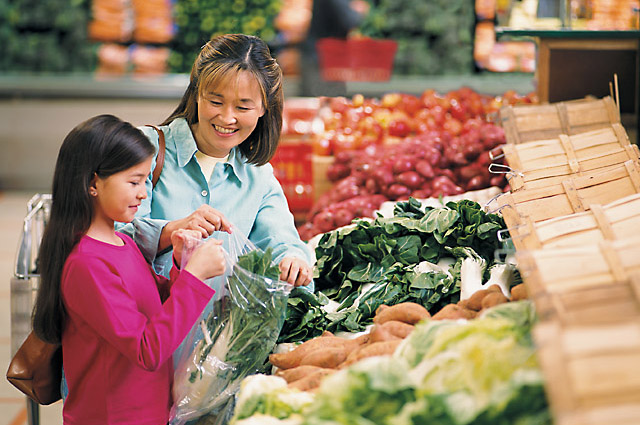
Пакування овочів
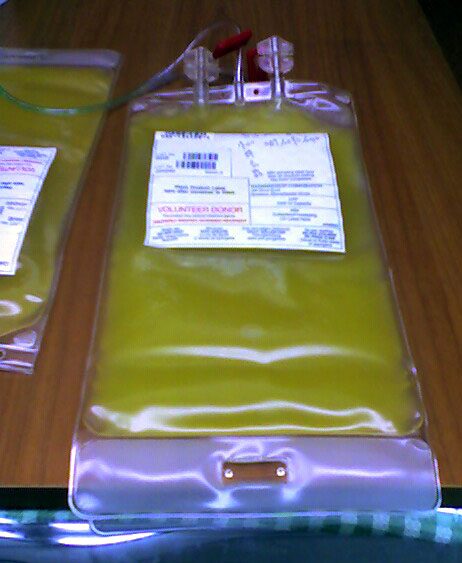
Кров'яні тромбоцити
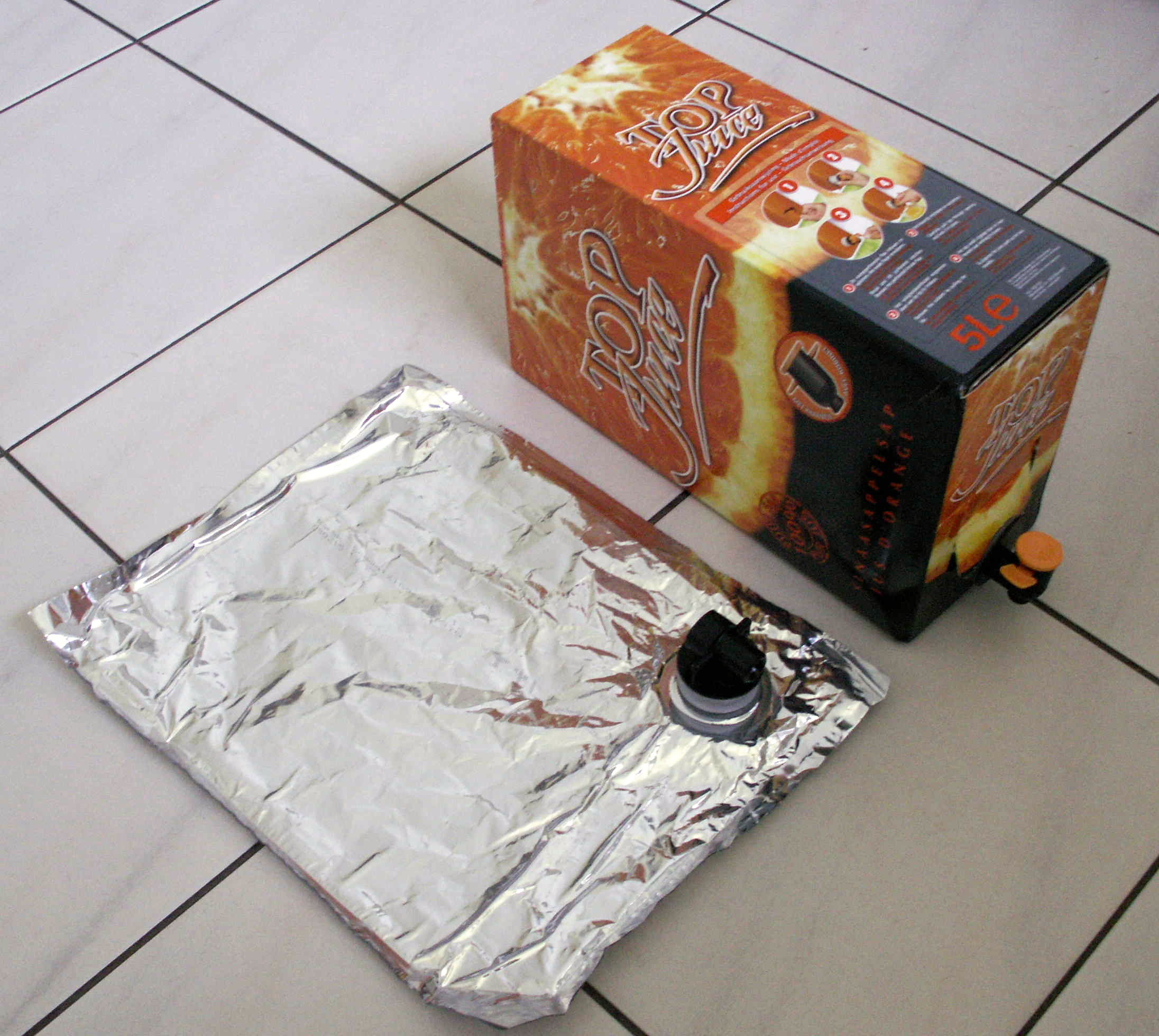
Внутрішній пакет для упаковки пакет в коробці[en]
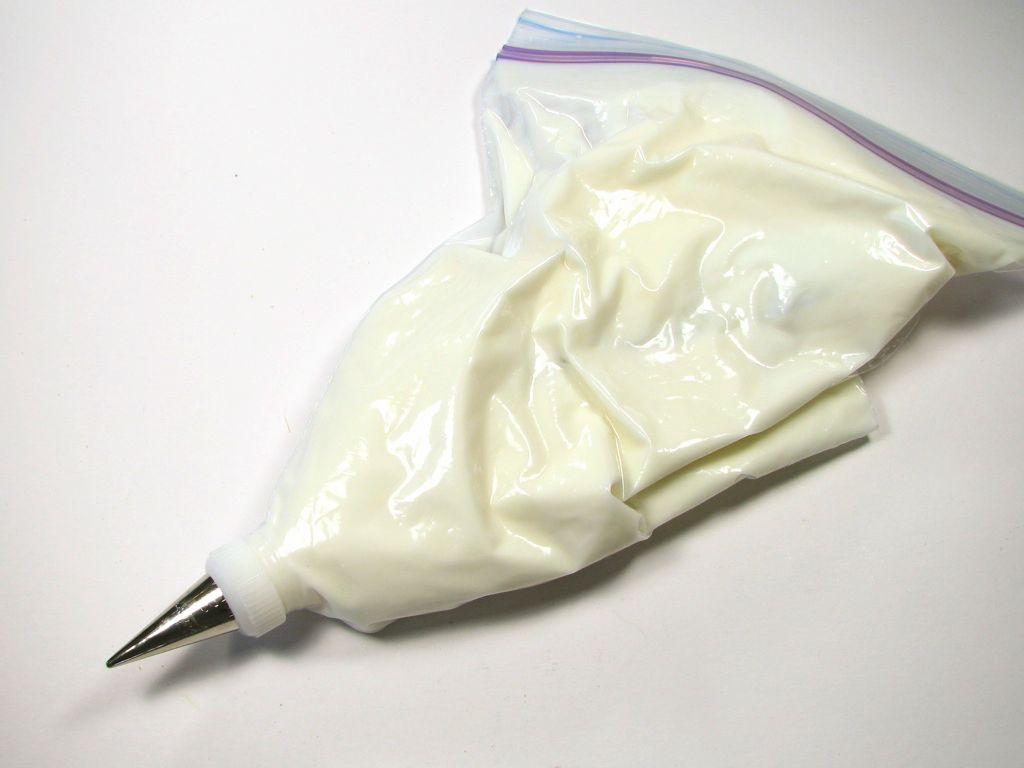
Кондитерський мішок із застібкою
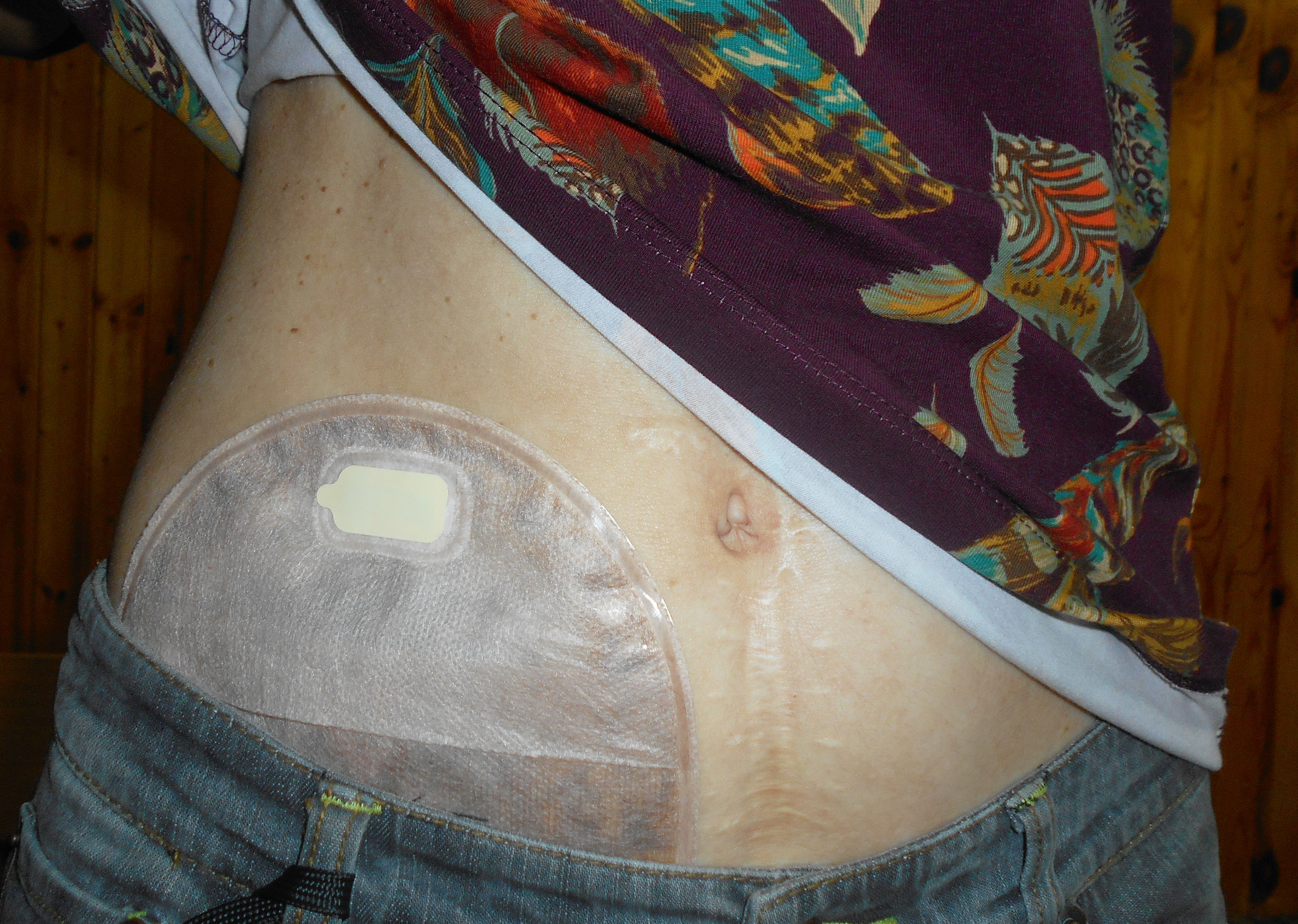
Калоприймач
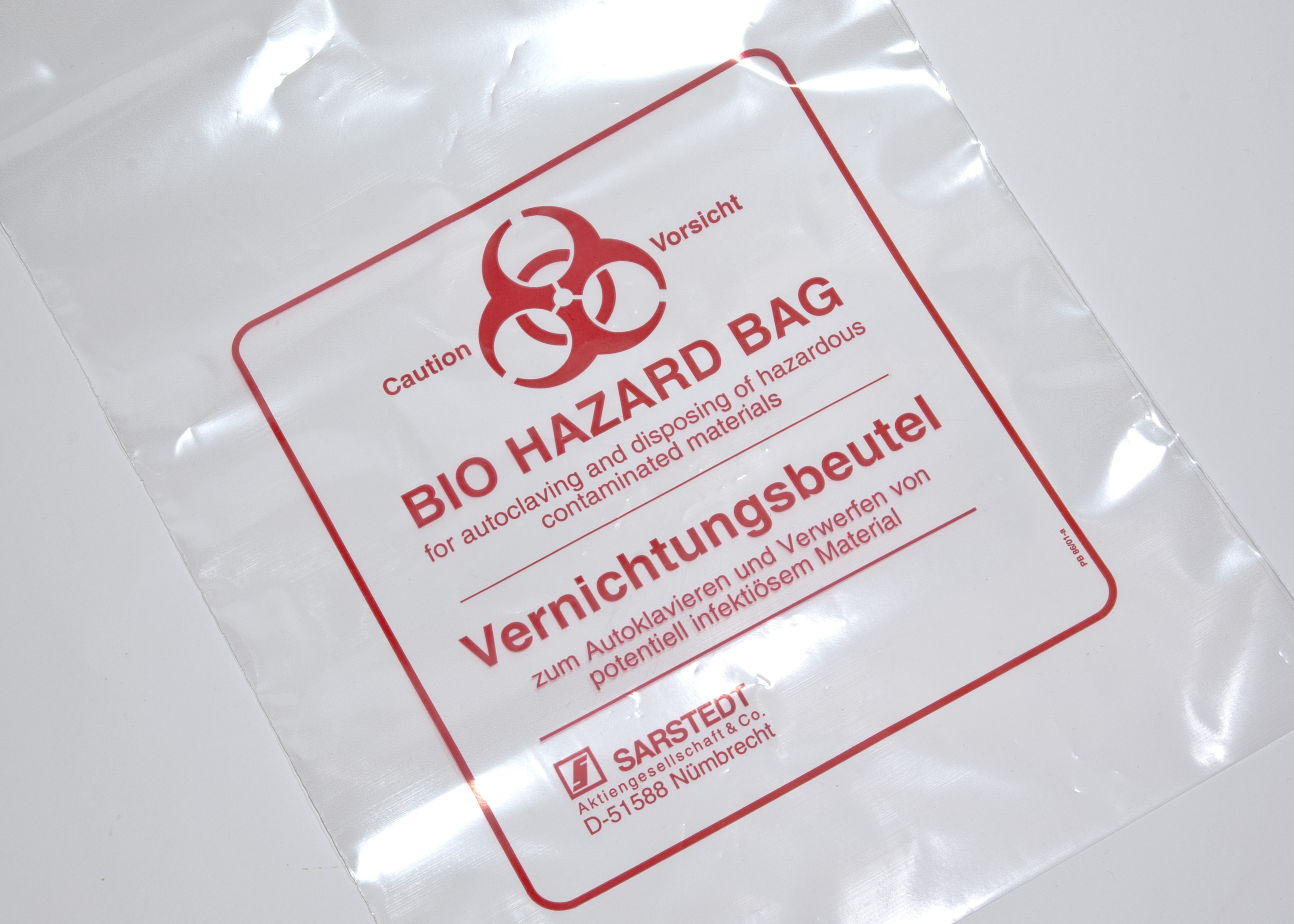
Пакети для біонебезпечних матеріалів
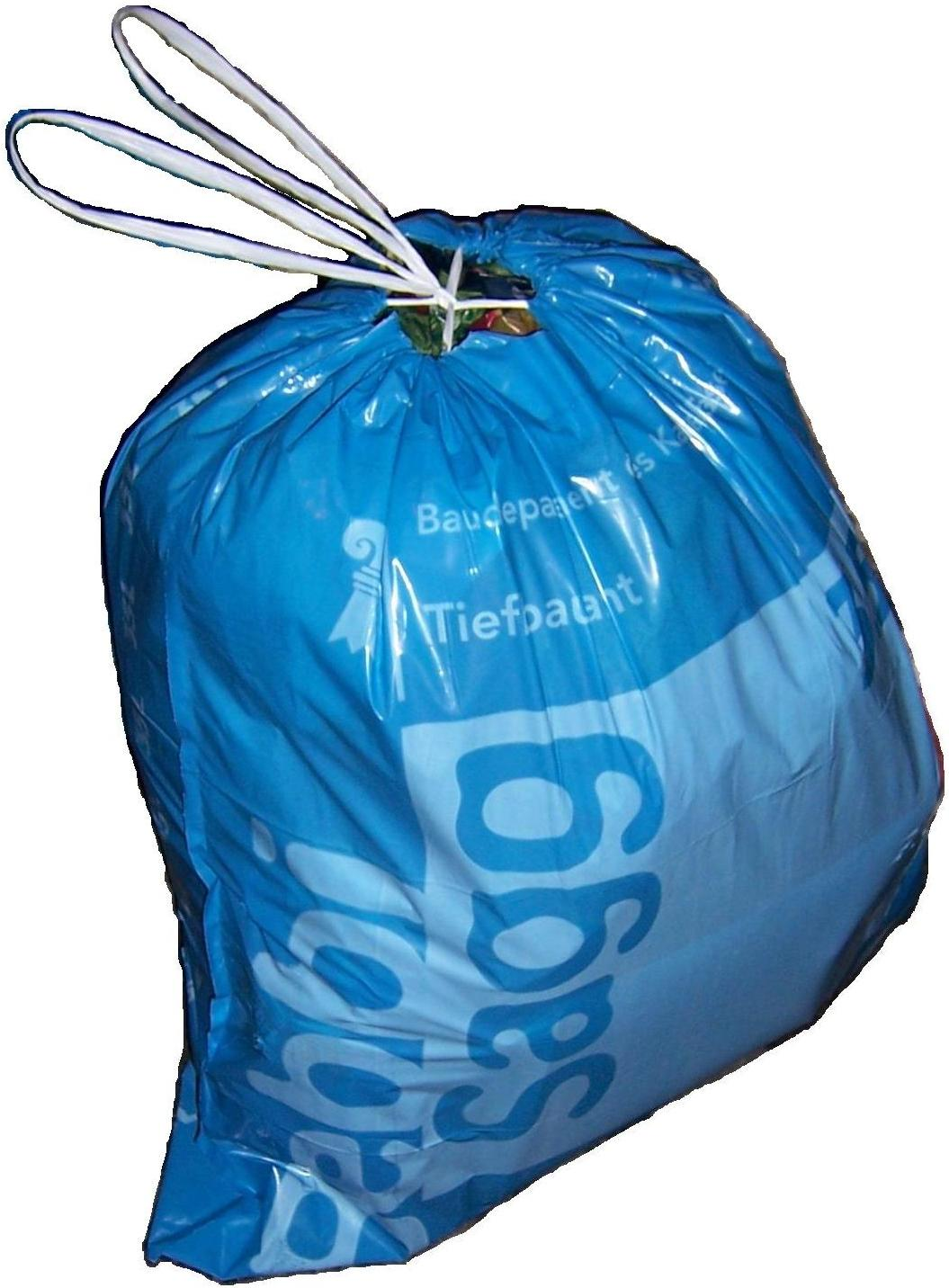
Мішок для сміття
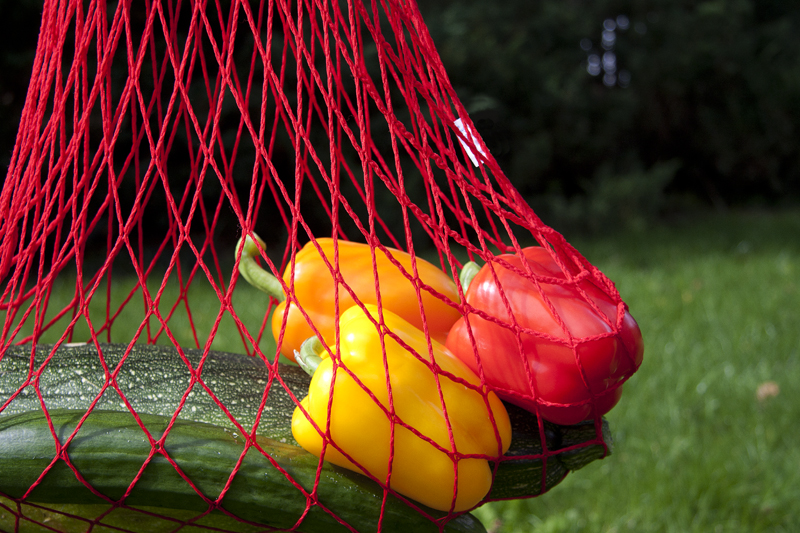
Плетена сітка зроблена із пластикового волокна
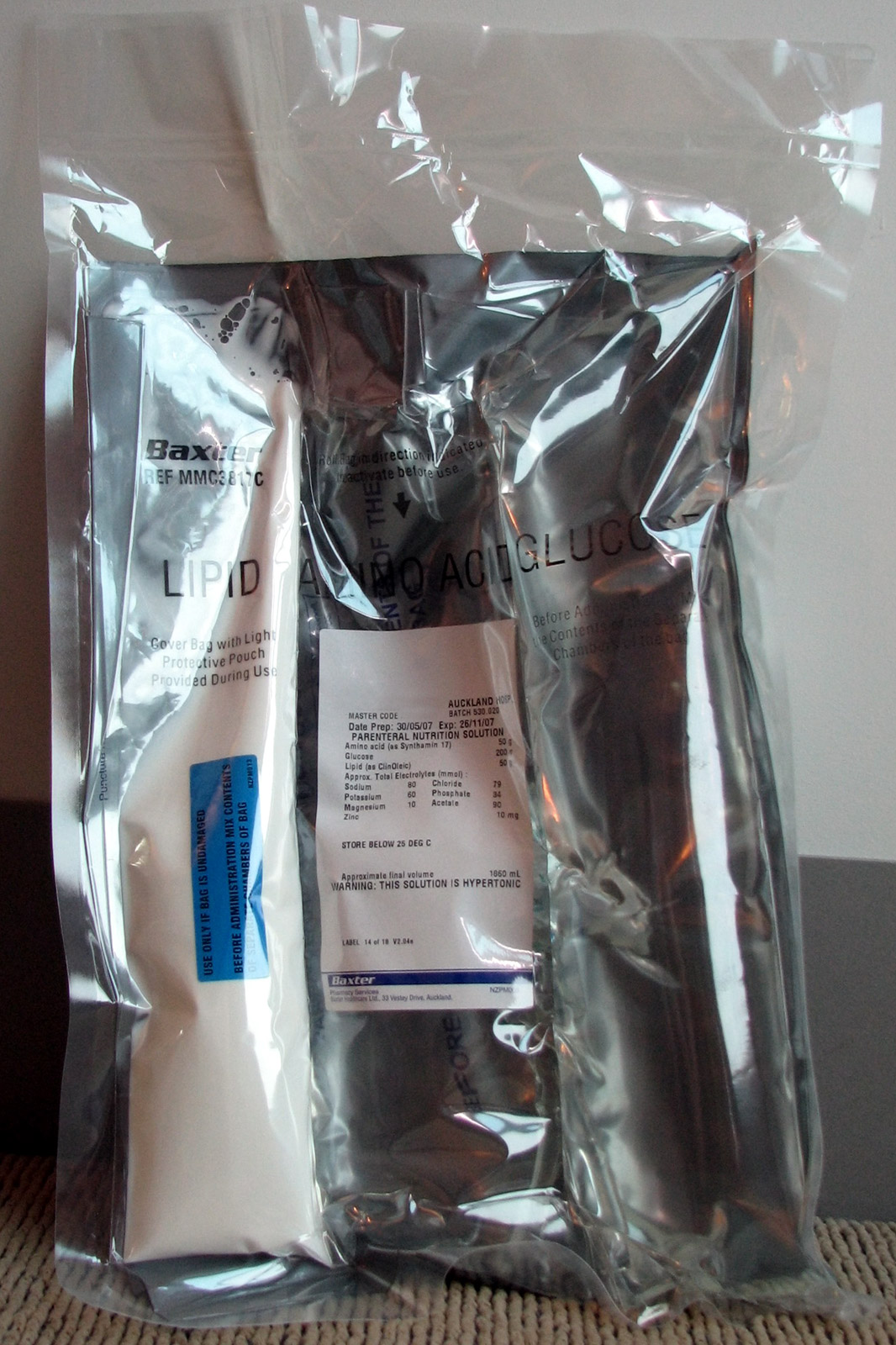
Кілька камер із вмістом для змішування безпосередньо перед використанням
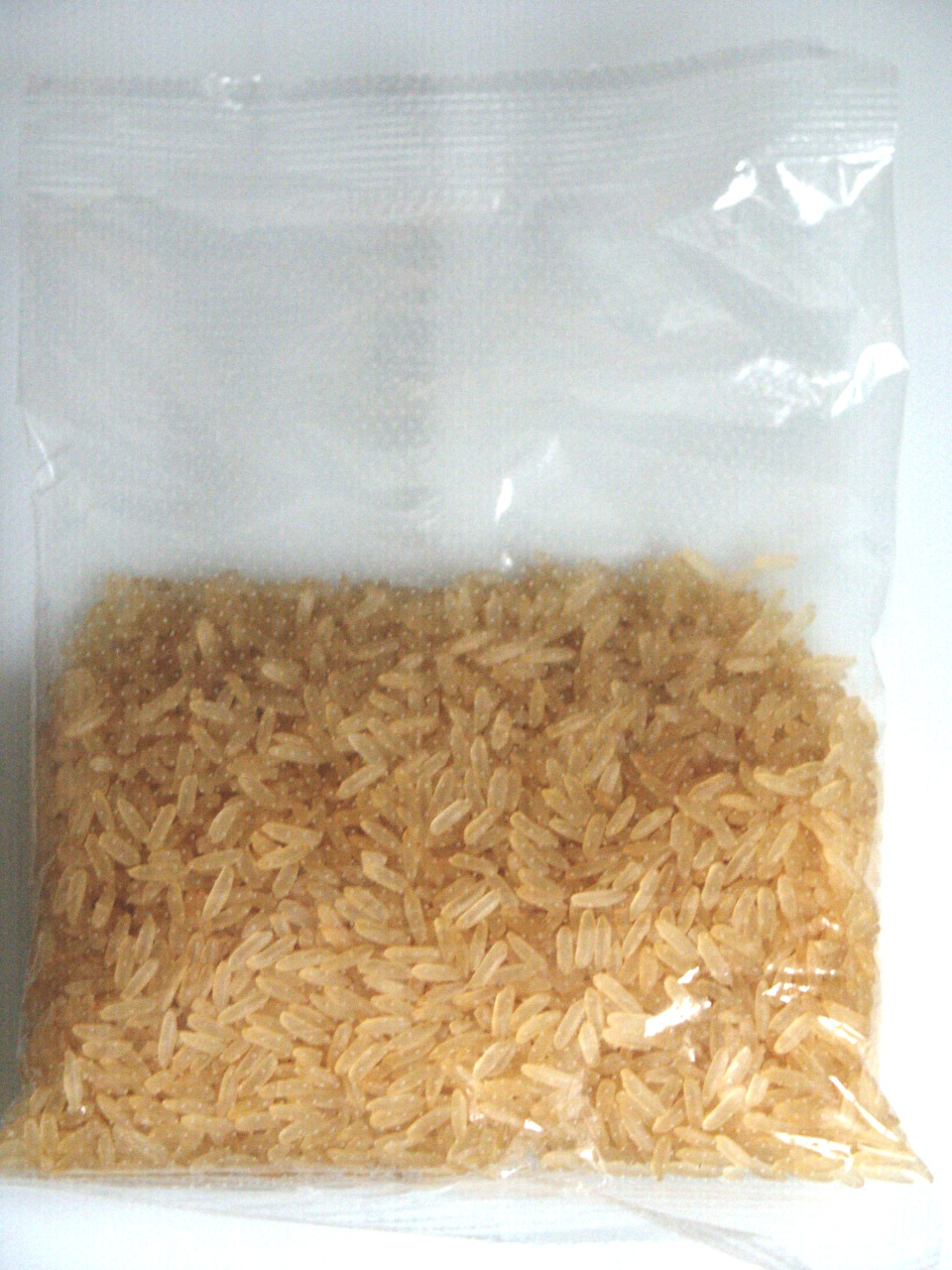
Пористий мішечок для приготування рису
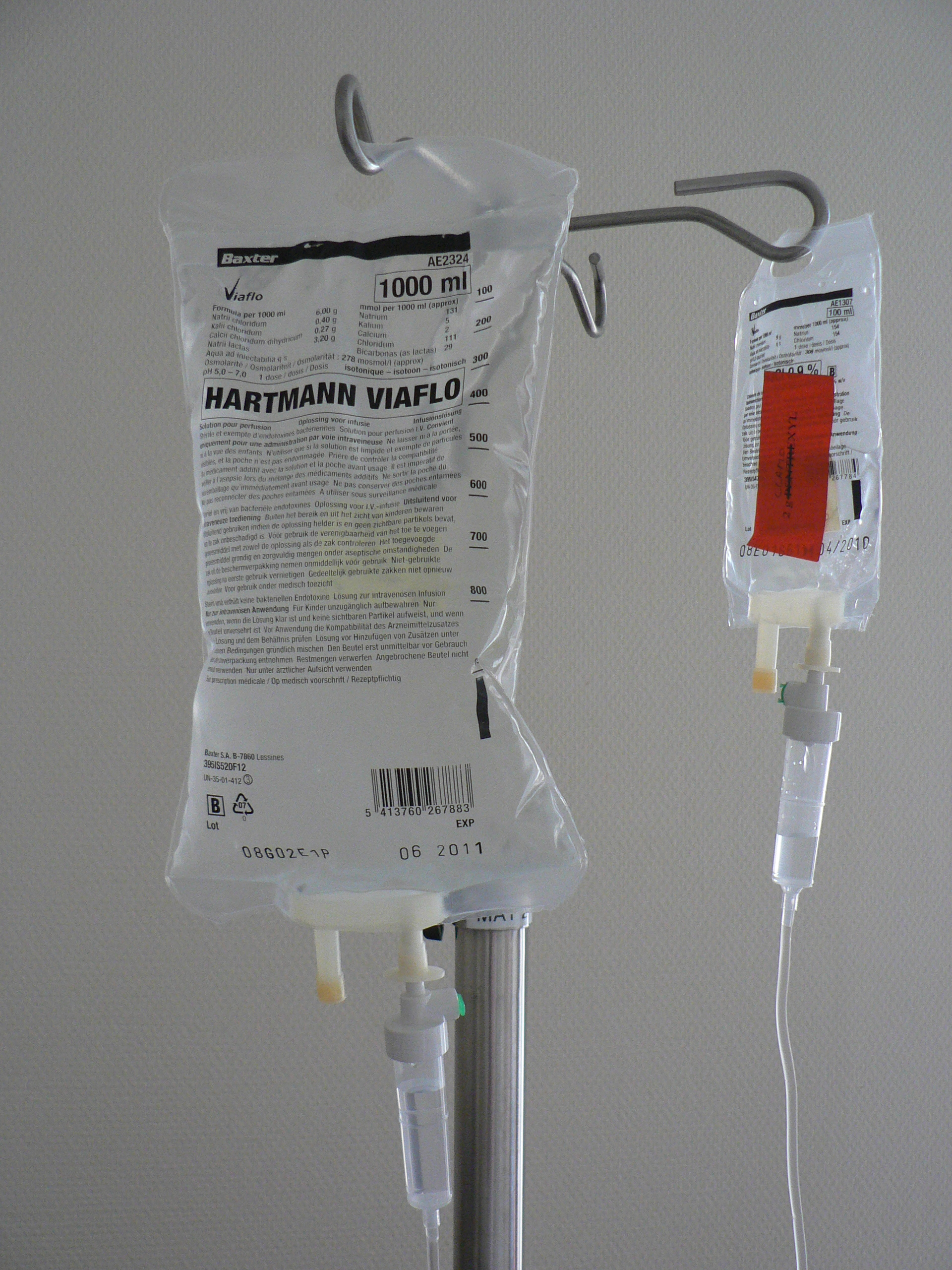
Внутрішньовенна терапія
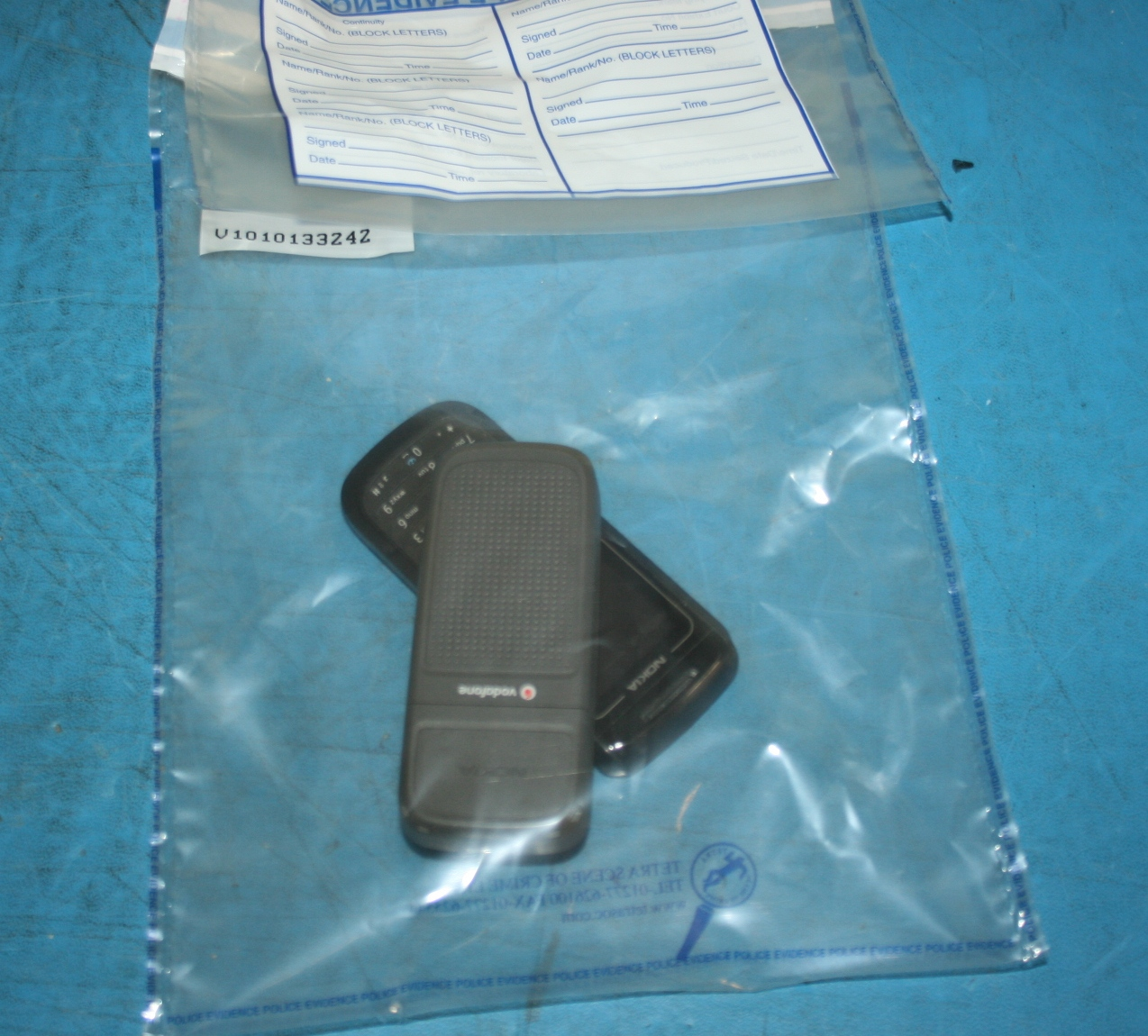
Торбинки для збору речових доказів
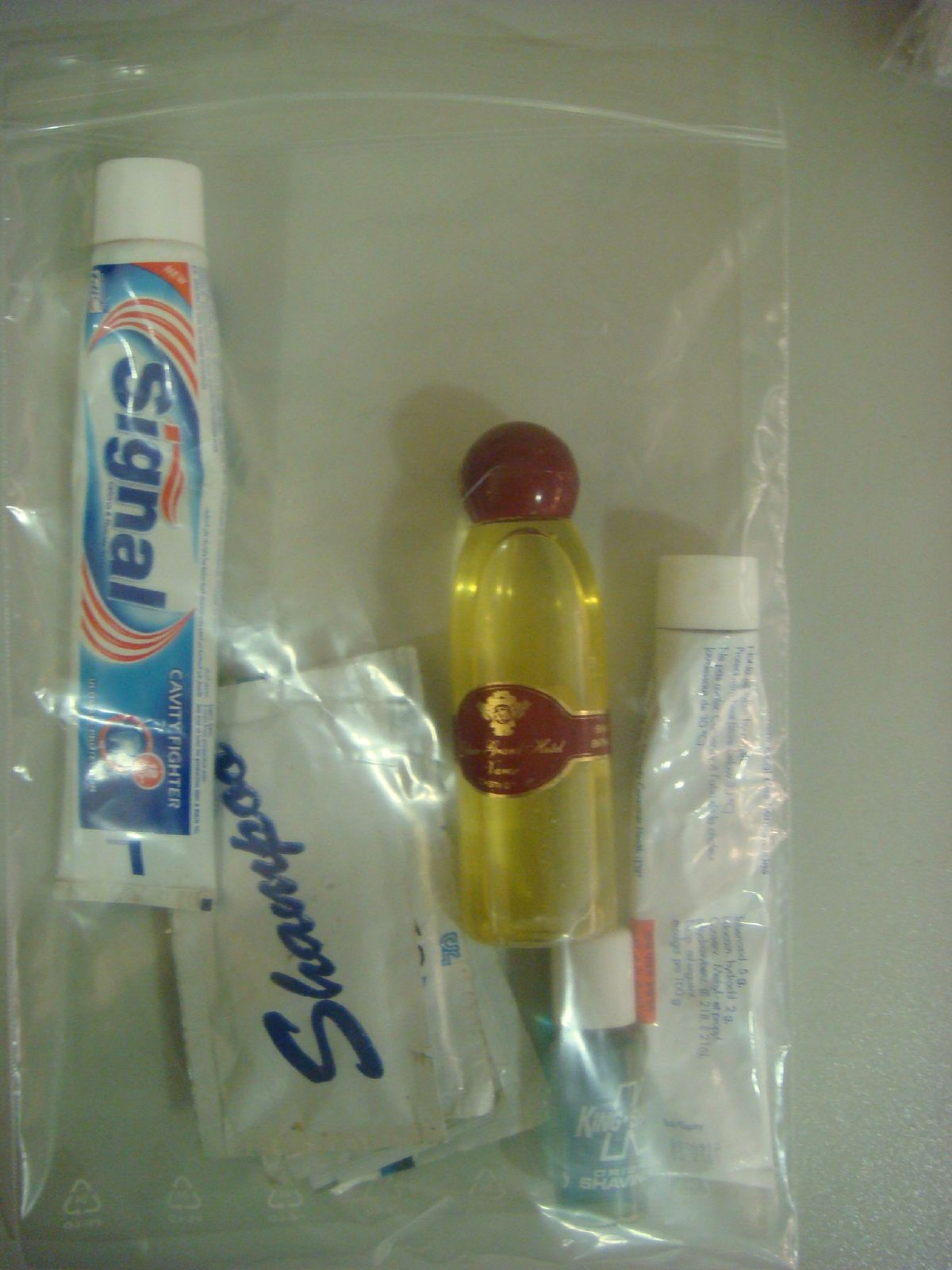
Пластиковий пакет для туалетно-косметичного приладдя туристів
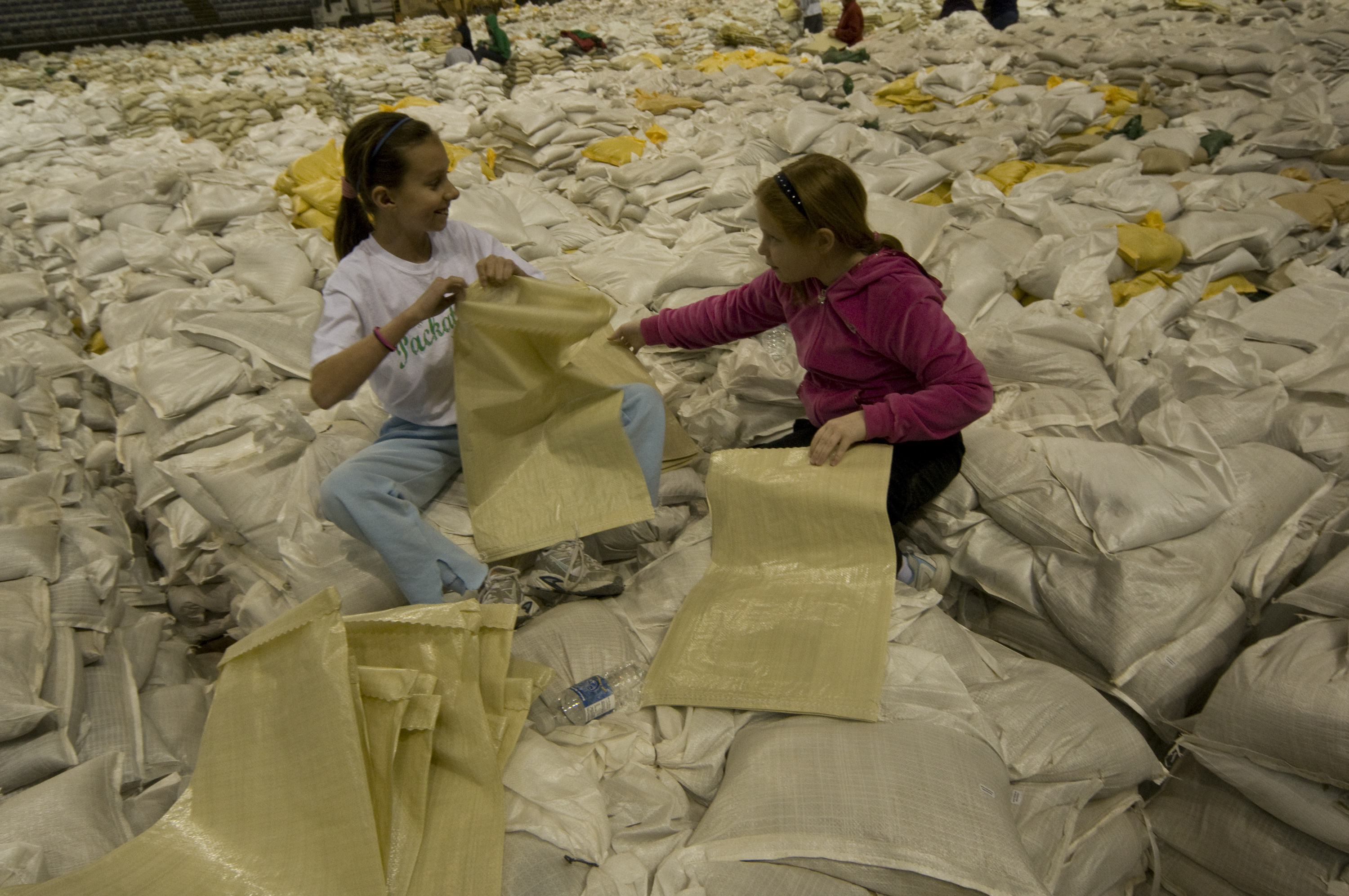
Мішки із пластикового волокна, які використовуються для піску
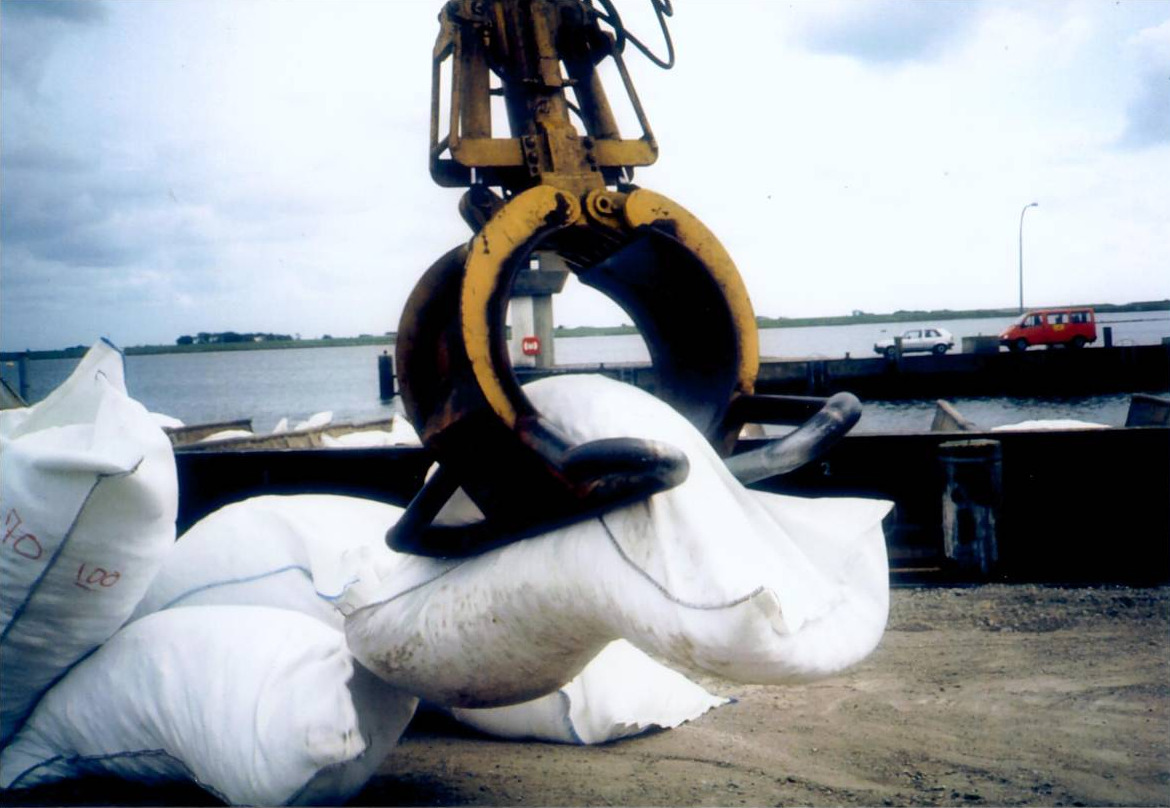
Пластикові мішки із геотекстилю
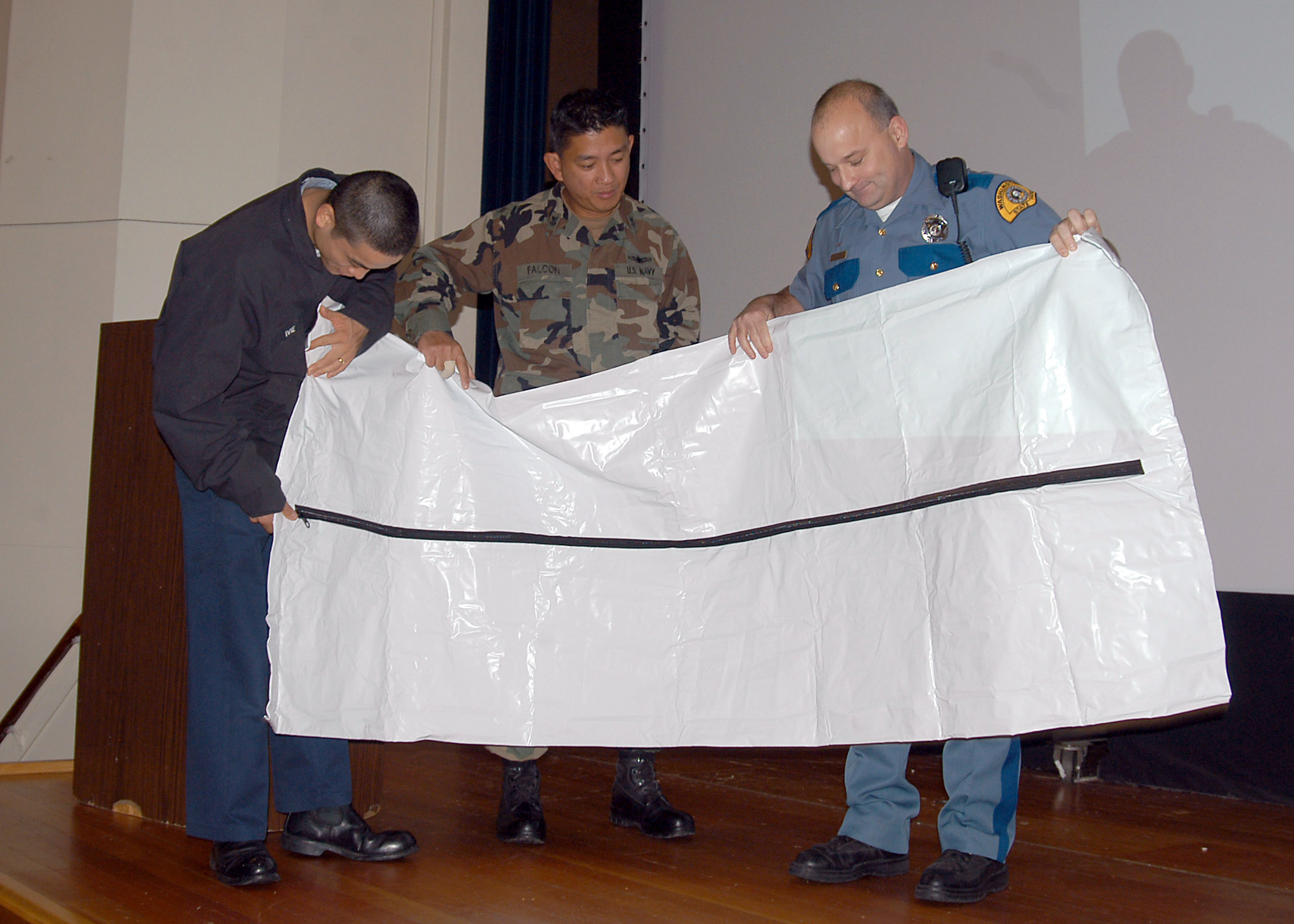
Пластикові мішки для патологоанатомів